# Habrosyne pyritoides
Habrosyne pyritoides — вид метеликів родини серпокрилок (Drepanidae).

## Поширення
Вид поширений в Європі (за винятком крайньої півночі та Середземноморського регіону) та Північній Азії на схід до Японії. Присутній у фауні України. Мешкає у листяних та хвойних лісах з великими запасами кормових рослин, а також у садах та парках.

## Опис
Розмах крил від 35 до 40 мм. Передні крила мають типовий і мало мінливий візерунок з поєднанням оливкового, коричневого, білого і жовтого кольорув. Малюнок схожий на полірований агат. Задні крила сіро-коричневі, трохи світліші посередині.
Гусениці виростають до 40 міліметрів завдовжки. Молоді гусениці мають темно-коричневе до сіро-коричневе забарвлення з чіткими світлими плямами. На пізніших стадіях стають коричнево-червоними і мають вузьку темну задню лінію з нечітко вираженими світлими бічними плямами. Вони мають білі плями з боків трьох передніх черевних сегментів, які стають меншими у напрямку до спини.

## Спосіб життя
Метелики літають одним поколінням з квітня до середини серпня. Активні вночі. Самиці відкладають яйця невеликими групами на листя кормових рослин. Гусениці живляться листям ожини (Rubus fruticosus) та малини (Rubus idaeus), рідше також ліщини (Corylus) та глоду (Crataegus).

## Підвиди
- Habrosyne pyritoides pyritoides (Європа, Іран)
- Habrosyne pyritoides derasoides (Butler, 1878) (Північна Азія)